# Грахово (Велика Кладуша)
Грахово је насељено мјесто у Општини Велика Кладуша, Унско-сански кантон, ФБиХ.

## Географија
Грахово се налази у Општини Велика Кладуша, близу насеља Мала Кладуша, удаљено је од њега 1,5 километра. Налази се на надморској висини од 160 метара. Од Велике Кладуше је ваздушном линијом удаљено око 4.500 метара (4,5 километара). Насељено мјесто је 1991. године имало 869 становника, а 2013. године 662 становника .

## Демографија
| Националност | 1991. | 1981. | 1971. |
| Муслимани    | 846   | 713   | 651   |
| Срби         | 5     | 11    | 9     |
| Хрвати       | 6     | 3     | 3     |
| Југословени  | 10    | 26    | 0     |
| остали       | 2     | 1     | 0     |
| Укупно       | 869   | 754   | 663   |